# Avenue Charles-de-Gaulle (N'Djaména)

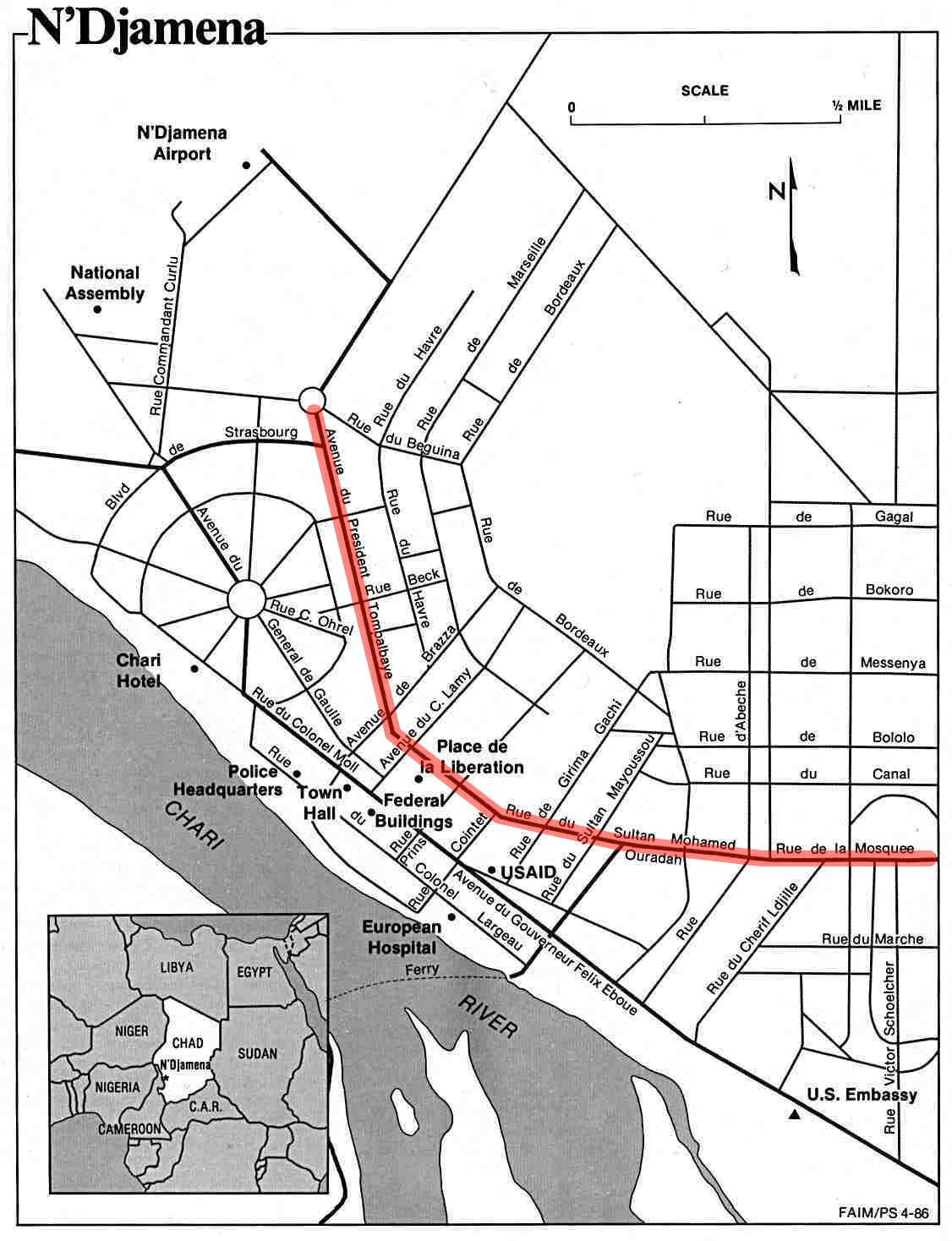
L'avenue est dénommée Avenue du Président François-Tombalbaye pendant l'Authenticité avant de reprendre son nom d'origine Avenue Charles-de-Gaulle

 (avril 2016).
Si vous disposez d'ouvrages ou d'articles de référence ou si vous connaissez des sites web de qualité traitant du thème abordé ici, merci de compléter l'article en donnant les références utiles à sa vérifiabilité et en les liant à la section « Notes et références ».
Pour les articles homonymes, voir Avenue Charles-de-Gaulle.
L'avenue Charles-de-Gaulle de Ndjamena est la principale voie commerçante de la capitale du Tchad.

## Situation et accès
Elle se déroule de l'aéroport international de Ndjamena jusqu'à la Place de la Nation.

## Origine du nom
Cette place a été nommée en l'honneur de Charles de Gaulle (1890-1970), général, chef de la France libre et président de la République française de 1959 à 1969.

## Historique
À la suite de la Bataille de Ndjamena en 2008, il a été décidé en 2009 de procéder à l'abattage de tous les arbres de l'avenue.